# Stanisław Waguza
Stanisław Waguza (1791 – 28. listopadu 1862) byl rakouský politik polské národnosti z Haliče, během revolučního roku 1848 poslanec Říšského sněmu.

## Biografie
Byl advokátem. Bydlel v Tarnowě.
Během revolučního roku 1848 se zapojil do veřejného dění. V doplňovacích volbách byl zvolen i na ústavodárný Říšský sněm. Zastupoval volební obvod Tarnów. Do parlamentu nastoupil v lednu 1849. Jenže vláda odmítla mandát uznat, protože město Tarnów již prý bylo v parlamentu zastoupeno a volby byly údajně vypsány neregulérně. Sněm pak na návrh poslance Wenzela Gustava Schopfa přijal rozhodnutí odepřít volbu.
V roce 1862 je uváděn jako člen haličské zemské zemědělské společnosti. Zemřel roku 1862. Své jmění odkázal Jagellonské univerzitě. Byl pohřben na Rakowickém hřbitově v Krakově.